# Citatna baza podataka
Citatna baza podataka je vrsta podatkovne baze prema sadržaju. U osnovi su bibliografske ali doseg im je širi. zbog toga što obrađuju popise literature, referencija i citata, rangiraju radove po značajnosti određenom autoru te se korisnici njima služe radi prosudbe kvalitete citiranog rada. Primjeri su Scopus, Web of Science (WoS),